# Jason Morgan (hokeista)
Jason Morgan (ur. 9 października 1976 w St. John’s) – kanadyjski hokeista grający na pozycji napastnika (centra), trener.

## Kariera klubowa
- Kitchener Jr. Rangers Midget AAA (1992–1993)
- Kitchener Rangers (1993–1994)
- Kingston Frontenacs (1994–1996)
- Phoenix Roadrunners (1996–1997)
- Mississippi Sea Wolves (1997)
- Los Angeles Kings (1997–1998)
  -  Springfield Falcons (1997–1998)
- Long Beach Ice Dogs (1999)
- Springfield Falcons (1998–1999)
- Florida Everblades (1999–2000)
- Cincinnati Cyclones (2000)
- Florida Everblades (2000–2001)
- Hamilton Bulldogs (2001)
- Springfield Falcons (2001)
- Saint John Flames (2001–2003)
- Lowell Lock Monsters (2003)
- Calgary Flames (2003)
- Nashville Predators (2003–2004)
- Chicago Blackhawks (2004)
- Norfolk Admirals (2004–2005)
- Chicago Blackhawks (2005–2006)
- Minnesota Wild (2006)
- Houston Aeros (2006–2007)
- Hershey Bears (2007–2008)
- Södertälje SK (2008–2009)
- Springfield Falcons (2009–2010)
- EC KAC (2010)
- Stjernen Hockey (2010–2011)
- Stockton Thunder (2011–2012)
- Arizona Sundogs (2012–2014)

## Kariera
Jason Morgan karierę rozpoczął w 1992 roku w młodzieżowym klubie ligi AHMPL – Kitchener Jr. Rangers Midget AAA, następnie w latach 1994-1996 reprezentował barwy klubów ligi OHL: Kitchener Rangers (1993-1994) i Kingston Frontenacs (1994-1996), w którym dzięki dobrym występom dnia 8 lipca 1991 roku działacze klubu ligi NHL – Los Angeles Kings wybrali Morgana w 5. rundzie draftu NHL z numerem 118.
Profesjonalną karierę Morgan rozpoczął w sezonie 1996/1997 w klubie ligi IHL – Phoenix Roadrunners, skąd w 1997 roku przeszedł do klubu ligi ECHL – Mississippi Sea Wolves. Jeszcze w tym samym sezonie zaliczył debiut w lidze NHL w barwach Los Angeles Kings, który miał miejsce dnia 9 kwietnia 1997 roku podczas przegranego 1:4 meczu u siebie z Mighty Ducks of Anaheim. Po zakończeniu sezonu został wypożyczony do klubu ligi AHL – Springfield Falcons, skąd po rozegraniu 58 meczów i zdobyciu 35 punktów (13 bramek, 22 asysty) wrócił do Los Angeles Kings, w którym dnia 10 marca 1998 roku w wygranym 4:3 meczu u siebie z Phoenix Coyotes zdobył swoją pierwszą bramkę w lidze NHL, jednak nie przekonał do siebie sztab szkoleniowy Królów i wrócił do Springfield Falcons.
Następnie w latach 1998-2003 reprezentował barwy klubów lig AHL, IHL i ECHL: Long Beach Ice Dogs (1999), Springfield Falcons (1998-1999), Florida Everblades (1999-2000), Cincinnati Cyclones (2000), Florida Everblades (2000-2001), Hamilton Bulldogs (2001), Springfield Falcons (2001), Saint John Flames (2001-2003 – Puchar Caldera 2001) i Lowell Lock Monsters (2003).
W sezonie 2003/2004 wrócił do ligi NHL podpisując dnia 11 lipca 2003 roku kontrakt z Calgary Flames. Dnia 31 grudnia 2003 roku został zawodnikiem Nashville Predators, natomiast dnia 24 lutego 2004 roku przeszedł do Chicago Blackhawks.
W wyniku lokautu w NHL rozgrywki w sezonie 2004/2005 nie odbyły się, w związku z czym Morgan w sezonie 2004/2005 reprezentował barwy klubu ligi AHL – Norfolk Admirals. Po wznowieniu rozgrywek ligi NHL w sezonie 2005/2006 wrócił do tej ligi grając w klubach: Chicago Blackhawks (2005-2006), w którym dnia 15 października 2005 roku podczas przegranego 3:4 meczu u siebie z San Jose Sharks, w 16. minucie zdobył swojego ostatniego gola w lidze NHL z asysty Marka Bella i Michaela Holmqvista, a dnia 23 października 2005 roku podczas wygranego 4:2 wyjazdowego meczu z Minnesota Wild zdobył swój ostatni punkt w lidze NHL, asystując wraz z Jassenem Cullimorem przy bramce Michaela Holmqvista oraz Minnesota Wild (2006), w barwach którego dnia 7 listopada 2006 roku rozegrał swój ostatni mecz, który jego zespół przegrał 1:3 z San Jose Sharks. Łącznie w lidze NHL rozegrał 44 mecze i zdobył 7 punktów (2 bramki, 5 asyst) oraz spędził 18 minut na ławce kar.
Następnie reprezentował barwy ligi AHL: Houston Aeros (2006-2007) i Hershey Bears (2007-2008), potem w latach 2008-2009 grał w szwedzkim klubie ligi Elitserien – Södertälje SK, potem grał w klubach: Springfield Falcons (AHL) (2009-2010), austriackim EC KAC (2010), norweskim Stjernen Hockey (2010–2011), Stockton Thunder (ECHL) (2011-2012) oraz w klubie ligi CHL – Arizona Sundogs, w barwach którego w sezonie 2012/2013 został wyróżniony w trzech kategoriach: Najlepszy zawodnik, Face-Off oraz Wykonawca rzutów karnych, a po sezonie 2013/2014 zakończył karierę.

## Statystyki
| 1992-1993                    | Kitchener Jr. Rangers Midget AAA | AHMPL                        | 69  | 44  | 40  | 84  | 86  | –   | –  | – | –  | –  | – | – | –  | –  |
| 1993-1994                    | Kitchener Rangers                | OHL                          | 65  | 6   | 15  | 21  | 16  | –   | –  | – | –  | 5  | 1 | 0 | 1  | 0  |
| 1994-1995                    | Kitchener Rangers                | OHL                          | 35  | 3   | 15  | 18  | 25  | –   | –  | – | –  | –  | – | – | –  | –  |
| 1994-1995                    | Kingston Frontenacs              | OHL                          | 20  | 0   | 3   | 3   | 14  | –   | –  | – | –  | 6  | 0 | 2 | 2  | 0  |
| 1995-1996                    | Kingston Frontenacs              | OHL                          | 66  | 16  | 38  | 54  | 50  | –   | –  | – | –  | 6  | 1 | 2 | 3  | 0  |
| 1996-1997                    | Phoenix Roadrunners              | IHL                          | 57  | 3   | 6   | 9   | 29  | –15 | –  | – | –  | –  | – | – | –  | –  |
| 1996-1997                    | Mississippi Sea Wolves           | ECHL                         | 6   | 3   | 0   | 3   | 0   | –   | –  | – | –  | 3  | 1 | 1 | 2  | 6  |
| 1996-1997                    | Los Angeles Kings                | NHL                          | 3   | 0   | 0   | 0   | 0   | –3  | 0  | 0 | 0  | –  | – | – | –  | –  |
| 1997-1998                    | Springfield Falcons              | AHL                          | 58  | 13  | 22  | 35  | 66  | +13 | 4  | 1 | 4  | 3  | 1 | 0 | 1  | 18 |
| 1997-1998                    | Los Angeles Kings                | NHL                          | 11  | 1   | 0   | 1   | 4   | –7  | 0  | 0 | 0  | –  | – | – | –  | –  |
| 1998-1999                    | Long Beach Ice Dogs              | IHL                          | 13  | 4   | 6   | 10  | 18  | –2  | –  | – | –  | –  | – | – | –  | –  |
| 1998-1999                    | Springfield Falcons              | AHL                          | 46  | 6   | 16  | 22  | 51  | –2  | 1  | 0 | 1  | 3  | 0 | 0 | 0  | 6  |
| 1999-2000                    | Cincinnati Cyclones              | IHL                          | 15  | 1   | 3   | 4   | 14  | +1  | –  | – | –  | –  | – | – | –  | –  |
| 1999-2000                    | Florida Everblades               | ECHL                         | 48  | 14  | 25  | 39  | 79  | +18 | –  | – | –  | 5  | 2 | 2 | 4  | 1  |
| 2000-2001                    | Florida Everblades               | ECHL                         | 37  | 15  | 22  | 37  | 41  | –1  | –  | – | –  | –  | – | – | –  | –  |
| 2000-2001                    | Hamilton Bulldogs                | AHL                          | 11  | 2   | 0   | 2   | 10  | –1  | 0  | 1 | 0  | –  | – | – | –  | –  |
| 2000-2001                    | Springfield Falcons              | AHL                          | 16  | 1   | 4   | 5   | 19  | –6  | 1  | 0 | 0  | –  | – | – | –  | –  |
| 2000-2001                    | Saint John Flames                | AHL                          | 0   | 0   | 0   | 0   | 0   | 0   | 0  | 0 | 0  | 6  | 0 | 1 | 1  | 2  |
| 2001-2002                    | Saint John Flames                | AHL                          | 76  | 17  | 20  | 37  | 69  | –19 | 10 | 1 | 2  | –  | – | – | –  | –  |
| 2002-2003                    | Saint John Flames                | AHL                          | 80  | 13  | 40  | 53  | 63  | –2  | 3  | 2 | 1  | –  | – | – | –  | –  |
| 2003-2004                    | Lowell Lock Monsters             | AHL                          | 21  | 6   | 13  | 19  | 16  | +2  | 1  | 0 | 0  | –  | – | – | –  | –  |
| 2003-2004                    | Calgary Flames                   | NHL                          | 13  | 0   | 2   | 2   | 2   | +1  | 0  | 0 | 0  | –  | – | – | –  | –  |
| 2003-2004                    | Nashville Predators              | NHL                          | 6   | 0   | 2   | 2   | 2   | 0   | 0  | 0 | 0  | –  | – | – | –  | –  |
| 2003-2004                    | Norfolk Admirals                 | AHL                          | 19  | 6   | 8   | 14  | 16  | –4  | 4  | 0 | 2  | 8  | 0 | 1 | 1  | 10 |
| 2004‑2005                    | Norfolk Admirals                 | AHL                          | 71  | 9   | 20  | 29  | 116 | –8  | 2  | 0 | 3  | 6  | 2 | 2 | 4  | 8  |
| 2005-2006                    | Chicago Blackhawks               | NHL                          | 7   | 1   | 1   | 2   | 6   | +1  | 0  | 0 | 0  | –  | – | – | –  | –  |
| 2005‑2006                    | Norfolk Admirals                 | AHL                          | 51  | 8   | 31  | 39  | 58  | +9  | 4  | 0 | 2  | –  | – | – | –  | –  |
| 2006-2007                    | Minnesota Wild                   | NHL                          | 4   | 0   | 0   | 0   | 0   | 0   | 0  | 0 | 0  | –  | – | – | –  | –  |
| 2006‑2007                    | Houston Aeros                    | AHL                          | 57  | 12  | 14  | 26  | 73  | –14 | 4  | 0 | 1  | –  | – | – | –  | –  |
| 2007‑2008                    | Hershey Bears                    | AHL                          | 74  | 19  | 25  | 44  | 99  | +11 | 4  | 0 | 3  | 4  | 0 | 3 | 3  | 9  |
| 2008-2009                    | Södertälje SK                    | Elitserien                   | 49  | 3   | 8   | 11  | 66  | –15 | 1  | 0 | 2  | 10 | 1 | 1 | 2  | 8  |
| 2009-2010                    | Springfield Falcons              | AHL                          | 4   | 0   | 0   | 0   | 0   | 0   | 0  | 0 | 0  | –  | – | – | –  | –  |
| 2009-2010                    | EC KAC                           | EBEL                         | 24  | 1   | 5   | 6   | 38  | 0   | –  | – | –  | 4  | 0 | 1 | 1  | 0  |
| 2010–2011                    | Stjernen Hockey                  | GET-ligaen                   | 40  | 8   | 15  | 23  | 140 | –   | –  | – | –  | 5  | 2 | 7 | 9  | 2  |
| 2011-2012                    | Stockton Thunder                 | ECHL                         | 29  | 2   | 9   | 11  | 26  | –17 | –  | – | –  | 8  | 0 | 2 | 2  | 7  |
| 2012-2013                    | Arizona Sundogs                  | CHL                          | 66  | 18  | 28  | 46  | 45  | +2  | 3  | 1 | 1  | 4  | 0 | 1 | 1  | 2  |
| 2013-2014                    | Arizona Sundogs                  | CHL                          | 55  | 11  | 28  | 39  | 74  | –10 | 4  | 1 | 5  | 11 | 0 | 1 | 1  | 8  |
| Razem w AHMPL (1 sezon)      | Razem w AHMPL (1 sezon)          | Razem w AHMPL (1 sezon)      | 69  | 44  | 40  | 84  | 86  | –   | –  | – | –  | –  | – | – | –  | –  |
| Razem w OLH (3 sezony)       | Razem w OLH (3 sezony)           | Razem w OLH (3 sezony)       | 186 | 25  | 71  | 96  | 105 | –   | –  | – | –  | 17 | 2 | 4 | 6  | 0  |
| Razem w ECHL (3 sezony)      | Razem w ECHL (3 sezony)          | Razem w ECHL (3 sezony)      | 91  | 32  | 47  | 79  | 120 | +17 | 4  | 3 | 3  | 13 | 5 | 6 | 11 | 39 |
| Razem w IHL (3 sezony)       | Razem w IHL (3 sezony)           | Razem w IHL (3 sezony)       | 85  | 8   | 15  | 23  | 61  | –1  | 0  | 0 | 1  | –  | – | – | –  | –  |
| Razem w NHL (5 sezonów)      | Razem w NHL (5 sezonów)          | Razem w NHL (5 sezonów)      | 44  | 2   | 5   | 7   | 18  | –9  | 0  | 0 | 0  | –  | – | – | –  | –  |
| Razem w AHL (11 sezonów)     | Razem w AHL (11 sezonów)         | Razem w AHL (11 sezonów)     | 584 | 112 | 213 | 325 | 656 | –24 | 38 | 5 | 19 | 30 | 3 | 7 | 10 | 53 |
| Razem w Elitserien (1 sezon) | Razem w Elitserien (1 sezon)     | Razem w Elitserien (1 sezon) | 49  | 3   | 8   | 11  | 66  | –15 | –  | – | –  | 10 | 1 | 1 | 2  | 8  |
| Razem w EBEL (1 sezon)       | Razem w EBEL (1 sezon)           | Razem w EBEL (1 sezon)       | 24  | 1   | 5   | 6   | 38  | 0   | –  | – | –  | 4  | 0 | 1 | 1  | 0  |
| Razem w GET-ligaen (1 sezon) | Razem w GET-ligaen (1 sezon)     | Razem w GET-ligaen (1 sezon) | 40  | 8   | 15  | 23  | 140 | –   | –  | – | –  | 5  | 2 | 7 | 9  | 2  |
| Razem w CHL (2 sezony)       | Razem w CHL (2 sezony)           | Razem w CHL (2 sezony)       | 121 | 29  | 56  | 85  | 119 | –8  | 7  | 2 | 6  | 15 | 0 | 2 | 2  | 10 |

## Sukcesy

### Zawodnicze
Saint John Flames
- Puchar Caldera: 2001

Indywidualne
- Zawodnik CHL: 2013
- Face-Off CHL: 2013
- Wykonawca rzutów karnych CHL: 2013

### Trenerskie
DVTK Jegesmedvék
- Mistrzostwo Węgier: 2016
- MOL Liga: 2016

## Kariera trenerska
- DVTK Jegesmedvék U-20 (2015–2016)
- DVTK Jegesmedvék (2016)
- Orlik Opole (2016)
- Debreceni HK (2016-)

Jason Morgan po zakończeniu kariery zawodniczej rozpoczął dnia 24 września 2015 roku karierę trenerską w węgierskim klubie – DVTK Jegesmedvék, gdzie najpierw trenował drużynę U-18, a dnia 3 stycznia 2016 roku został trenerem pierwszego zespołu, z którym w sezonie 2015/2016 wygrał rozgrywki ekstraklasy węgierskiej oraz MOL Ligi. Dnia 2 czerwca 2016 roku został trenerem polskiego klubu – Orlika Opole, którym był do dnia 3 listopada 2016 roku. Dnia 13 grudnia 2016 roku został trenerem węgierskiego klubu Debreceni HK.